# Castlevania: The New Generation
Castlevania: The New Generation är ett actionplattformsspel utvecklat och utgivet av Konami, släppt till Sega Mega Drive 1994. Spelet är det enda i spelserien Castlevania som släpptes till Mega Drive. Både den japanska (バンパイアキラー, Banpaia Kirā?) och amerikanska versionen (Castlevania: Bloodlines) innehåller mer våld och blod jämfört med de mer censurerade europeiska och australiska versionerna. 
Castlevania: The New Generation utspelar sig år 1917. Under spelets gång färdas man förutom genom Draculas slott i Rumänien också till andra europeiska platser som Aten, Pisa, Tyskland, Versailles och det fiktiva slottet "Castle Proserpina" i England. Det finns två spelbara rollfigurer: John Morris och Eric Lecarde. Morris är utrustad med piska, medan Lecardes vapen är en lans. 